# أيلين دنت
أيلين دنت (بالإنجليزية: Aileen Dent)‏ هي رسامة أسترالية، ولدت في 1890 في Deniliquin ‏ في أستراليا، وتوفيت في 30 مارس 1978.